# Born In the Bay
Born In the Bay – szósty i jednocześnie ostatni niezależny album amerykańskiego rapera The Game’a. Został wydany 26 czerwca, 2007 roku nakładem wytwórni Get Low Digital.

## Lista utworów
1. „Intro"
2. „Get Ya Money Right” (Featuring Jt The Bigga Figga, Young Epic)
3. „East Side"
4. „Early Morning Moves"
5. „Takin It All” (Featuring Jt The Bigga Figga)
6. „Compton Boy (Remix)”
7. „Still Hangin'"
8. „They Can't Handle Us"
9. „Black Opera"
10. „Breathe Easy"
11. „G'd Up (Remix)”
12. „Slumpin'"
13. „Through My Eyes"
14. „Smash Time” (Featuring Jt The Bigga Figga, Bluchip)
15. „Fuck It"
16. „Get Real Nigga"
17. „Chip"
18. „We Run This"